# Egyenes-tokú moha
Az egyenes-tokú moha (Pylaisia polyantha) egy pleurokarp (oldaltermő) lombosmoha a Pylasiaceae családból.

## Jellemzői
Pylaisia polyantha gyepje fényes, puha, szine változhat a sárgászöldtől a sötétzöldig. A növényke szára szabálytalanul sűrűn elágazó, erősen kötődik rhizoidokkal az aljzathoz. Az oldalhajtások 5 mm hosszúak, szárazon gyakran felfelé íveltek. A levelek kb. 2 mm hosszúak, 0,5 mm szélesek, a száron és az oldalágakon egyformák, szárazon  erősen a szárhoz simulnak, nedvesen elállnak. A levelek alakja hosszúkás tojásdad, a levélcsúcs hosszan keskenyedik. A levél lapos, ép szélű, ritkán nagyon enyhén felhajló. A levélér hiányzik vagy nagyon rövid kettős.
A levéllemez sejtek keskenyek, simák, egyenesek. A saroksejtek jól elkülönülnek, négyszögletesek, a levél szélén a sarokban felhúzódnak egy sorban.
Egylaki mohafaj, nagyon gyakran fejleszt spóratokokat. Sokszor két sporofiton generáció is megfigyelhető a növényeken, egy fiatalabb és egy idősebb . A toknyél (seta) piros színű, legfeljebb 2 centiméter hosszúságú. A tok hosszúkás, egyenes, a tokfedő kúpos. A perisztómiumok hosszúkás háromszögletűek. Spórák 12- 18 µm nagyságúak, finoman papillázottak, sárgászöldek.

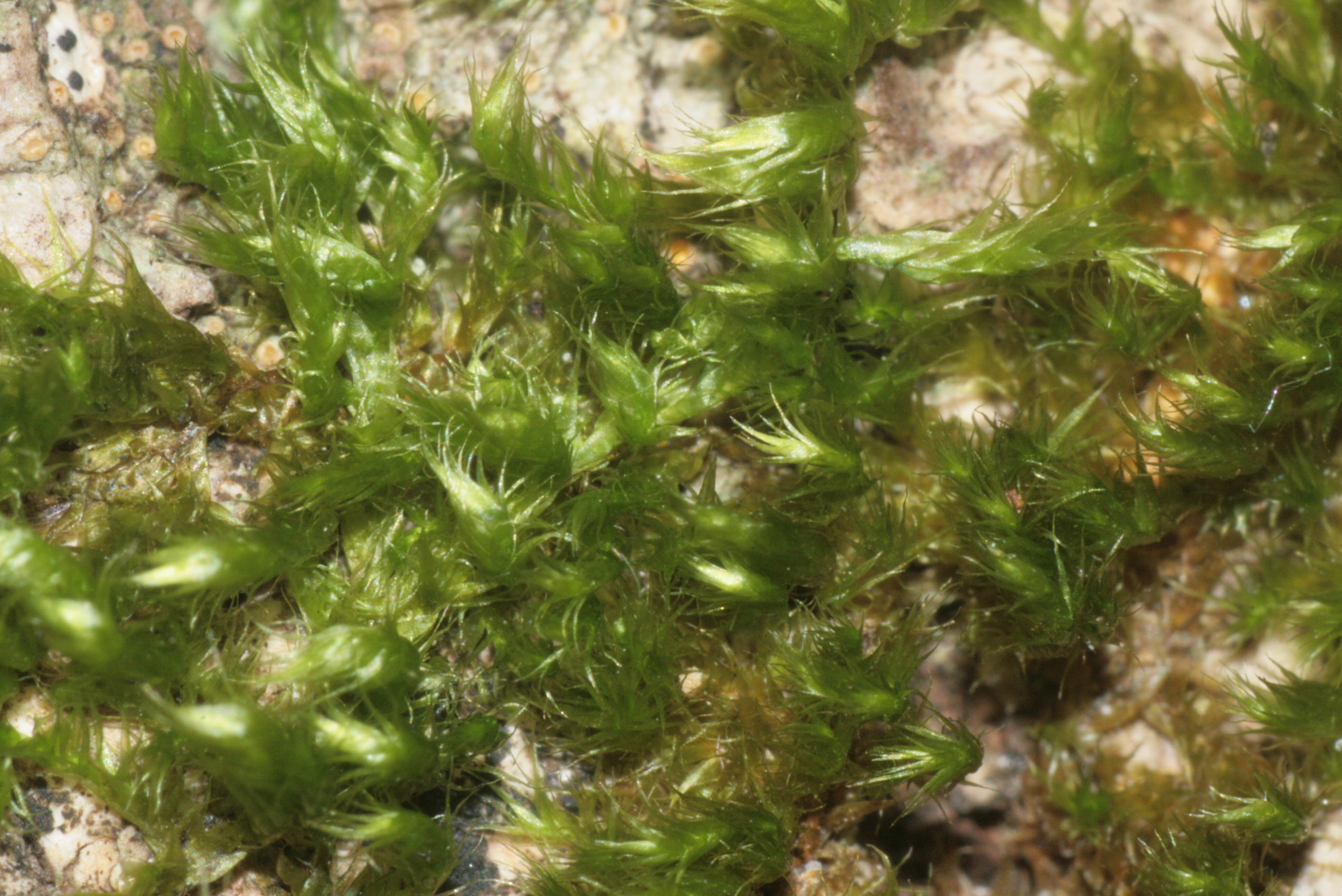
Közeli habitus kép, a hajtások vége felkunkorodik
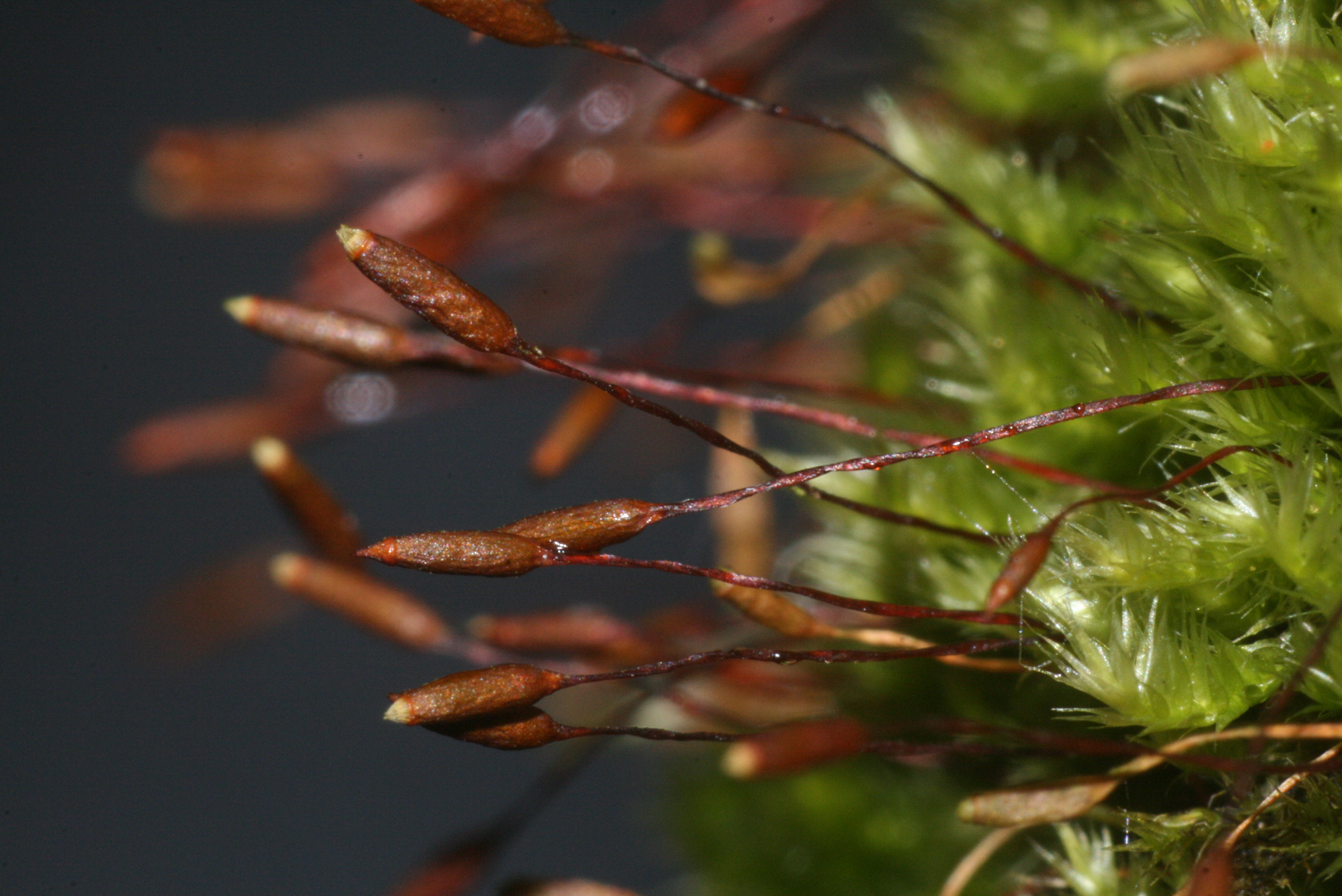
Érett spóratokok
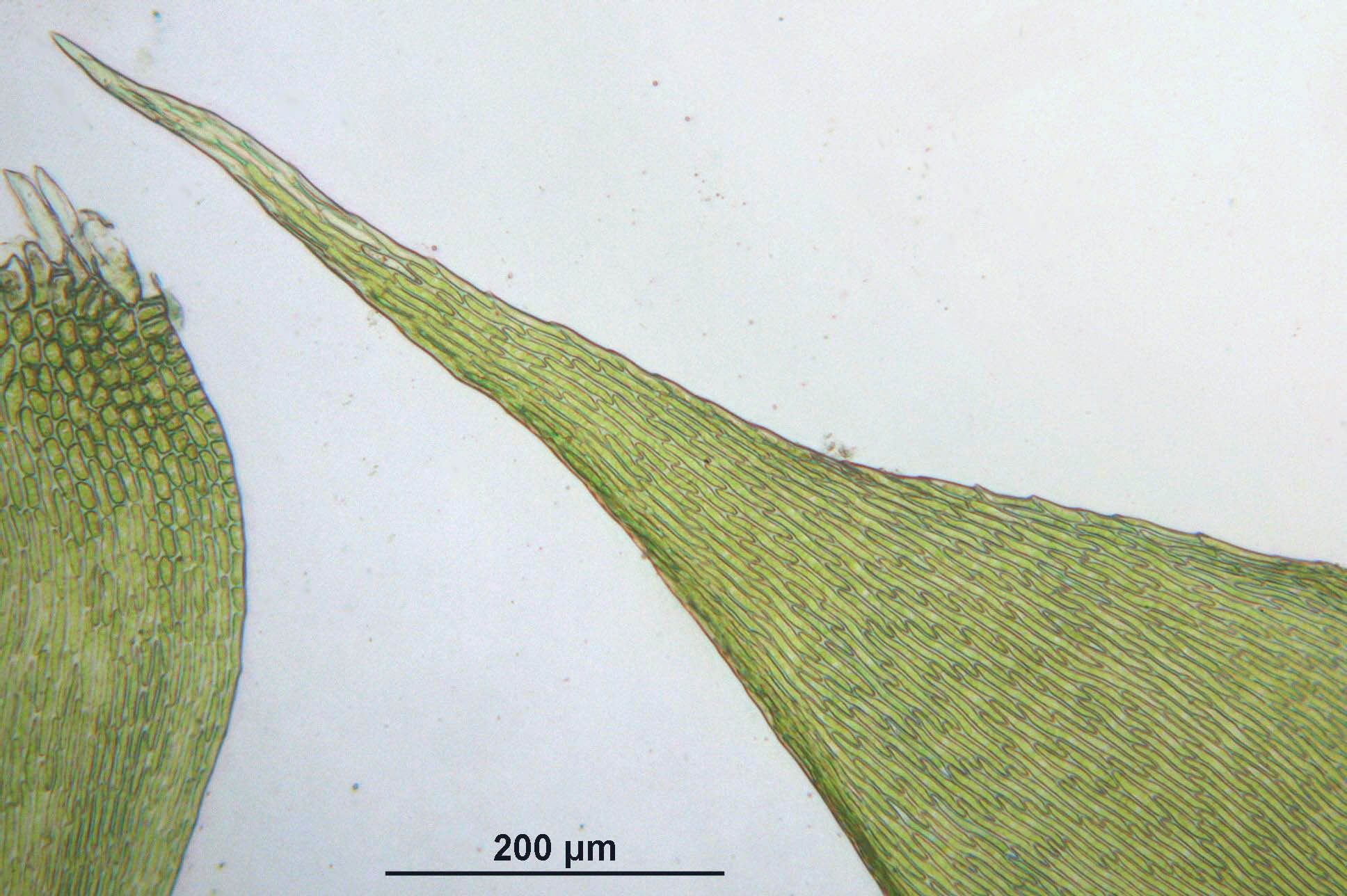
A levelek csúcsa hosszan keskenyedik
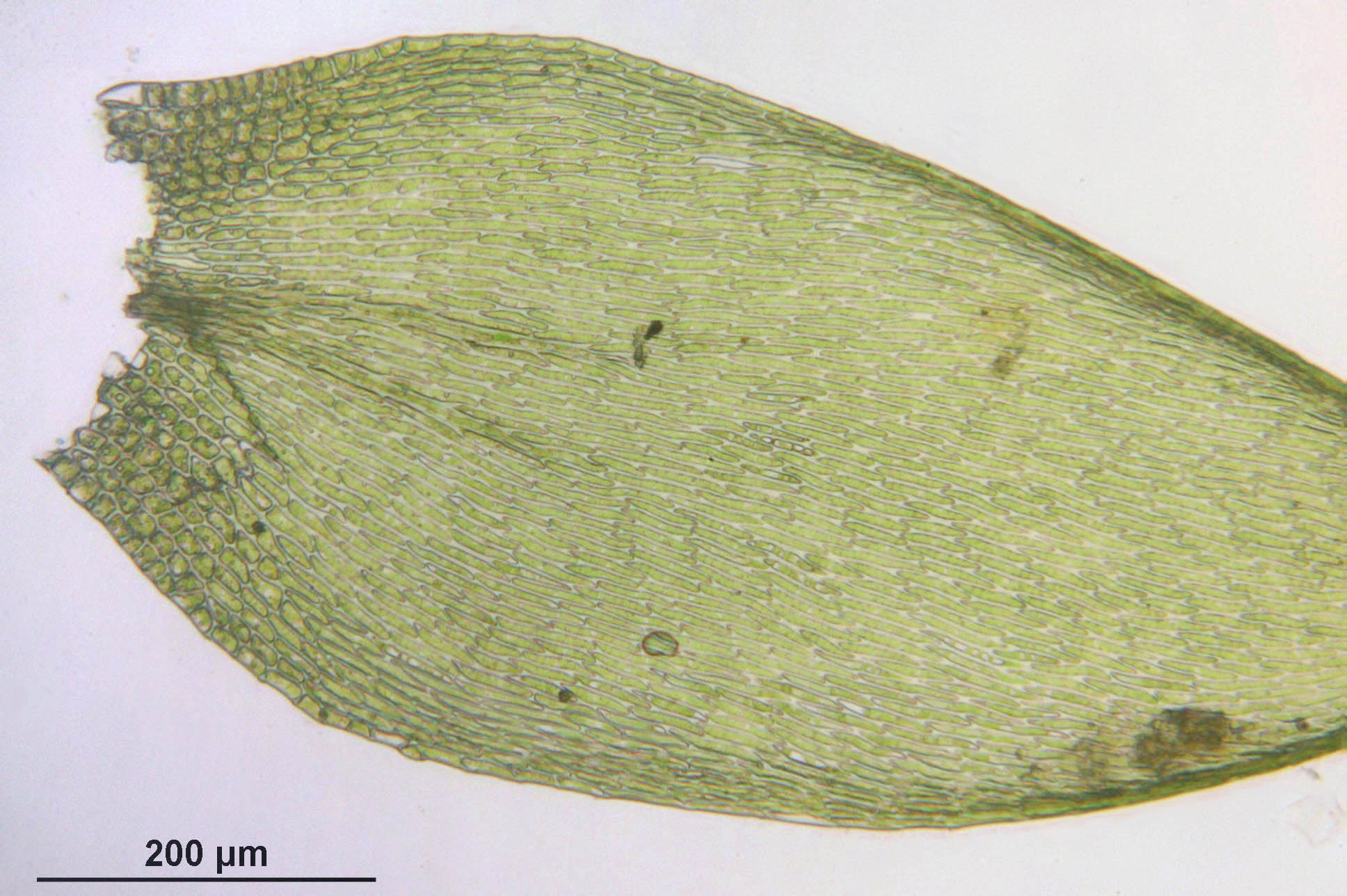
A levél mikroszkópikus képe, a levélér rövid kettős, saroksejtek négyszögletesek

## Hasonló fajok
A Homalothecium sericeum hasonló kinézetű de levelein jellegzetes hosszanti redők vannak, levélere erőteljes. A Platygyrium repens a Pylaisia polyantha-val ellentétben a hajtásvégeken sarjrügyeket fejleszt, így a ágak csúcsán buzogányszerű képződmény figyelhető meg, a levél is hasonló, de a levélcsúcs nem annyira kihúzott, rövidebb. A ciprusmoha egyik változata (Hypnum cupressi forme var. resupinatum) nagyon hasonló, de annak spóratokja görbült és a levélsejtek si hosszabbak, hullám alakúak, nem egyenesek.

## Elterjedése
Pylaisia polyantha elsősorban lombhullató fák kérgén található meg (epifita) magányos fákon, erdőkben, parkokban, ligetekben, gyümölcsösökben. Kedveli a nyárfákat, kőriseket, füzeket, almafákat. Nagyon ritkán köveken, korhadékfán, tetőkön, kerítéseken is előfordul.
Elterjedt gyakori faj a Földön, de főleg az északi féltekén. Európában a síkvidéki területektől kezdve 1500 méteres magasságig megtalálható. Magyarországon gyakori faj, országos vörös listás besorolása: nem veszélyeztetett (LC).

## Fordítás
- Ez a szócikk részben vagy egészben  a   Pylaisia_polyantha című német Wikipédia-szócikk ezen változatának fordításán alapul.  Az eredeti cikk szerkesztőit annak laptörténete sorolja fel. Ez a jelzés csupán a megfogalmazás eredetét és a szerzői jogokat jelzi, nem szolgál a cikkben szereplő információk forrásmegjelöléseként.